# Amerikaanse meerforel
De Amerikaanse meerforel (Salvelinus namaycush) is een straalvinnige vis uit de familie van de echte zalmen (Salmonidae). De vis kan een lengte bereiken van 150 centimeter. De hoogst geregistreerde leeftijd is 50 jaar. 

## Leefomgeving
De Amerikaanse meerforel is een zoetwatervis. De soort komt voor in gematigde wateren in Noord-Amerika op een diepte van 18 tot 53 meter. 

## Relatie tot de mens
De Amerikaanse meerforel is voor de visserij van aanzienlijk commercieel belang. In de hengelsport wordt er weinig op de vis gejaagd. 